# Johann Unterkofler
Johann Unterkofler (* 16. August 1853 in Fresach; † 24. September 1919 ebenda) war ein österreichischer Gastwirt, Grundbesitzer und Politiker.

## Leben
Unterkofler war das uneheliche Kind von Georg Winkler (* 17. März 1820) und Maria Unterkofler (* 5. April 1831; † 13. Dezember 1900). Er war 
evangelisch A.B. und heiratete am 7. Februar 1878 Rosine Winkler (* 1. Mai 1859; † 16. November 1940). Aus der Ehe gingen drei Töchter und drei Söhne hervor. Er war Grundbesitzer in Fresach und durch Einheirat Jörgenwirt. Von 1883 bis 1902 war er auch Gemeindevorsteher in Fresach.
Vom 14. Oktober 1890 bis zum 25. Juli 1896 war er Abgeordneter im Kärntner Landtag für den Wahlkreis LGM 5 Villach. Im Landtag war er Mitglied des volkswirtschaftlichen und des Revisionsausschusses sowie der Sonderausschüsse zu Drauregulierung und Wahlrechtsreform.